# ジョー・ロス
ジョー・ロス（Joe Roth、1948年7月13日 - ）は、アメリカ合衆国の映画監督・映画プロデューサー。

## フィルモグラフィ

### 製作または製作総指揮
- ドムドム・ビジョン Tunnel Vision（1976） - 製作
- カリフォルニア大沈没!? Cracking Up（1977） - 製作総指揮
- ウィニング・シーズン/勝利の季節 Our Winning Season（1978） - 製作
- Americathon（1979） - 製作
- Ladies and Gentlemen, The Fabulous Stains（1982） - 製作
- ファイナル・テラー The Final Terror（1983） - 製作
- 独身SaYoNaRa! バチェラー・パーティ Bachelor Party（1984） - 製作総指揮
- The Stone Boy（1984） - 共同製作
- ドライブアカデミー/全員免停 Moving Violations（1985） - 製作
- オフビート Off Beat（1986） - 共同製作
- エメラルド・レジェンド/少年とイルカの愛の伝説 Where the River Runs Black（1986） - 製作
- ニューヨーク・ベイサイド物語 Streets of Gold（1986） - 製作
- 青春のランナウェイ P.K. and the Kid（1987） - 製作
- ナーズの復讐II/ナーズ・イン・パラダイス Revenge of the Nerds II: Nerds in Paradise（1987） - 製作総指揮
- 戦慄の絆 Dead Ringers（1988） - 製作総指揮（ノンクレジット）
- ヤングガン Young Guns（1988） - 製作
- 敵、ある愛の物語 Enemies: A Love Story（1989） - 製作総指揮
- レネゲイズ Renegades（1989） - 製作総指揮
- メジャーリーグ Major League（1989） - 共同製作
- スキン・ディープ Skin Deep（1989） - 共同製作
- パシフィック・ハイツ Pacific Heights（1990） - 製作総指揮
- ヤングガン2 Young Guns II（1990） - 製作総指揮
- ミディアン Nightbreed（1990） - 共同製作
- 三銃士 The Three Musketeers（1993） - 製作
- 愛に気づけば… Angie（1994） - 製作総指揮
- エンジェルス Angels in the Outfield（1994） - 製作
- ダーティ・シェイム A Low Down Dirty Shame（1994） - 製作
- ハウスゲスト/あんただ〜れ? Houseguest（1995） - 製作
- ザ・ジャーキー・ボーイズ/いたずら電話大作戦 The Jerky Boys: The Movie（1995） - 製作
- ヘビーウェイト サマー・キャンプ奪還作戦 Heavy Weights（1995） - 製作
- トール・テイル/パラダイス・ヴァレーの奇跡 Tall Tale（1995） - 製作
- あなたが寝てる間に… While You Were Sleeping（1995） - 製作
- 判決前夜/ビフォア・アンド・アフター Before and After（1996） - 製作総指揮
- ティアーズ・オブ・ザ・サン Tears of the Sun（2003） - 製作総指揮
- チャーリーと14人のキッズ Daddy Day Care（2003） - 製作総指揮
- ハリウッド的殺人事件 Hollywood Homicide（2003） - 製作総指揮
- モナリザ・スマイル Mona Lisa Smile（2003） - 製作総指揮
- フォーガットン The Forgotten（2004） - 製作
- アンフィニッシュ・ライフ An Unfinished Life（2005） - 製作総指揮
- グレート・ディベーター 栄光の教室 The Great Debaters（2007） - 製作
- ヘルボーイ/ゴールデン・アーミー Hellboy II: The Golden Army（2008） - 製作
- アリス・イン・ワンダーランド Alice in Wonderland（2010） - 製作
- ナイト&デイ Knight and Day（2010） - 製作
- スノーホワイト Snow White and the Huntsman（2012） - 製作
- オズ はじまりの戦い Oz: the Great and Powerful（2013） - 製作
- 天国は、ほんとうにある Heaven Is for Real（2014） - 製作
- マレフィセント Maleficent（2014） - 製作
- 天国からの奇跡 Miracles from Heaven（2016） - 製作
- スノーホワイト/氷の王国 The Huntsman: Winter's War（2016） - 製作
- マレフィセント2 Maleficent: Mistress of Evil（2019） - 製作
- ザ・ユナイテッド・ステイツ vs. ビリー・ホリデイ The United States vs. Billie Holiday（2021） - 製作総指揮
- ワイルド・スピード/ジェットブレイク F9（2021） - 製作
- ワイルド・スピード/ファイヤーブースト Fast X（2023） - 製作
- 恋するプリテンダー Anyone but You（2023） - 製作

### 監督
- ニューヨーク・ベイサイド物語 Streets of Gold（1986）
- ナーズの復讐II/ナーズ・イン・パラダイス Revenge of the Nerds II: Nerds in Paradise（1987）
- キャデラック 俺たちの1,000マイル Coupe de Ville（1990）
- アメリカン・スウィートハート America's Sweethearts（2001）
- クランク家のちょっと素敵なクリスマス Christmas with the Kranks（2004）
- フリーダムランド Freedomland（2006）